# Crista sagital

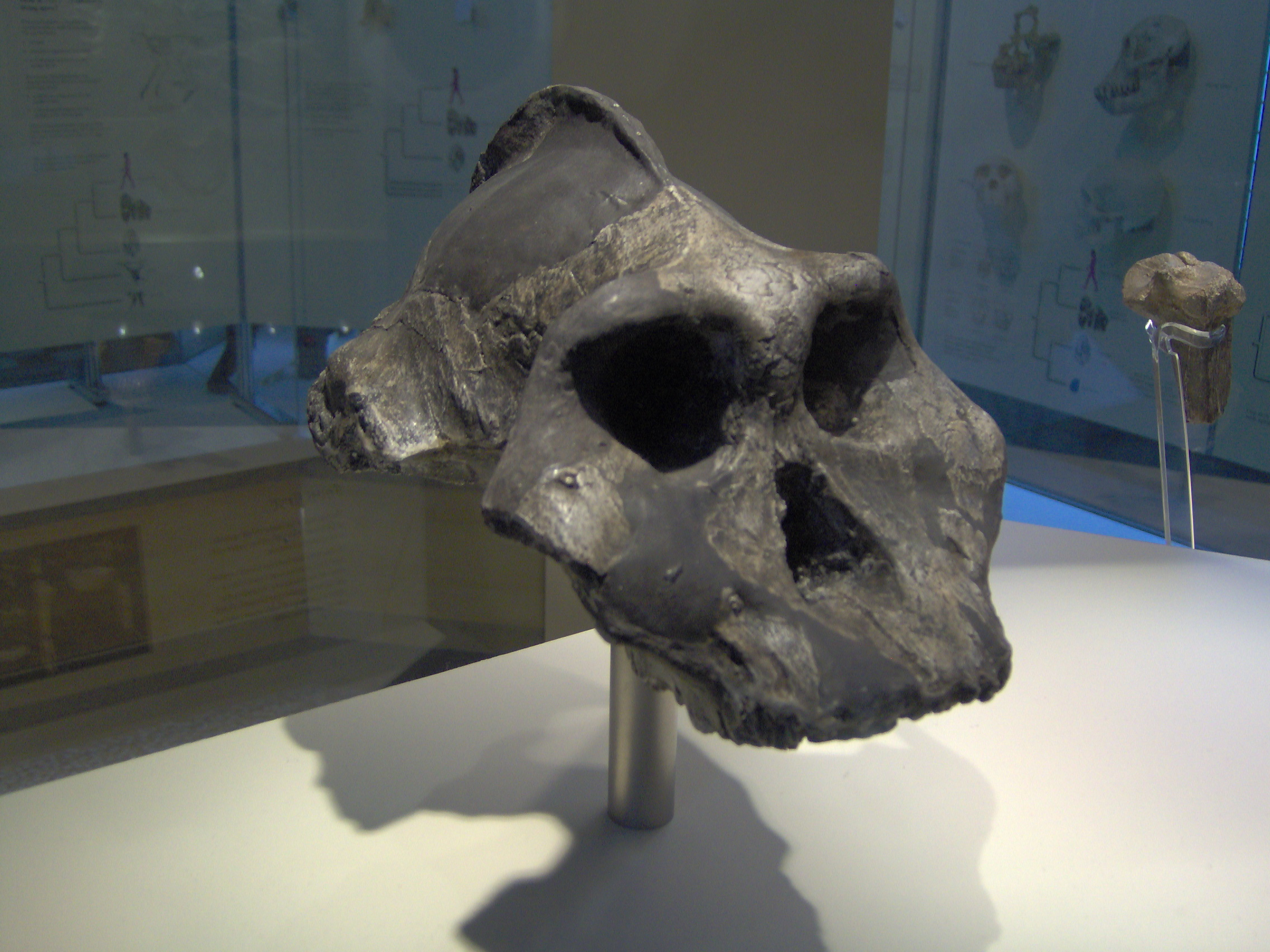
Crista sagital em fóssil de Paranthropus aethiopicus.

A crista sagital é uma proeminência ao longo da linha média no topo do crânio (acima da sutura sagital) encontrada em alguns crânios de mamíferos e répteis.
A presença dessa crista sugere excepcional força nos músculos da mandíbula, principalmente no músculo temporal. Ela se desenvolve durante a infância do animal com o crescimento do músculo temporal, como resultado do crescimento e gradual aumento da linha temporal.
Entre os mamíferos, a crista sagital é encontrada em uma série de animais, variando em forma e tamanho: animais herbívoros como a anta e os gorilas apresentam uma crista sagital muito proeminente.
Algumas linhagens de hominídeos essencialmente herbívoras (gênero Paranthropus) possuíam uma robusta crista sagital.
O hominídeo com a maior crista sagital foi o Paranthropus aethiopicus, e é o mais robusto hominídeo fóssil e o mais antigo dos australopitecíneos robustos. A proeminência dessa crista parece ter sido uma adaptação para mastigar alimentos duros.